# تشنار (بيدك)
تشنار (بالفارسية: چنار) هي قرية تقع في إيران في الناحية المركزية، قسم بيدك الريفي (مقاطعة آبادة). يبلغ عدد سكانها حسب إحصاء عام 2006 ميلادية 205 نسمة في 72 عائلة.